# Meozia
La Meozia o Meotida (Мэотіда in ucraino, Майетида in russo, Μαιώτιδα in greco) è una regione storica dell'Ucraina, situata nell'attuale steppa ucraina, a nord del Mar d’Azov, per questo anticamente noto come Palude Meotide, Palude Meotica o Mar Meotiano.
La regione deve il suo nome agli antichi abitanti di queste rive, i Meoti. In epoca più recente la capitale fu Mariupol'.
La Meozia, a cui in epoca sovietica è stato dato il nome di Donbass, corrisponde agli oblast ucraini di Dnipro, Zaporogia (limitatamente alla parte orientale), Doneck e Luhansk, questi ultimi contesi con le repubbliche autoproclamate di Doneck e Luhansk.

## Storia
La Meozia era una regione paludosa posta alla foce del fiume Don, quindi sulla costa del Mar d'Azov, braccio marino del Ponto Eusino, ovvero il Mar Nero, chiuso dalla Tauride, l'attuale penisola di Crimea.
Abitata fin dall'antichità dai Meozi di origini dibattute tra sarmatiche e scitiche, ma dal 600 a.C. i Greci colonizzarono le coste del Mar d'Azov, fondando le colonie di Fanagoria e Tana.  L'ellenizzazione degli Sciti diede origine al Regno del Bosforo (per Bosforo cimmero s’intende l'attuale stretto di Kerch, mentre l'attuale Bosforo era chiamato Bosforo tracio).
A partire dal 250 fu occupata dalle popolazioni gotiche degli Eruli, che da qui per tutto il resto del III secolo compirono scorrerie, saccheggi e devastazioni lungo le rive delle province romane del Ponto Eusino. Nei secoli successivi molti popoli migratori vi si stabilizzarono effimeramente: Ostrogoti, Unni, Sarmati, Bulgari, Cazari, Magiari, Russi, Peceneghi, Cumani, Tartari.
Nel XVI secolo, i Tartari del Khanato di Crimea, dominatori della regione, divennero vassalli dell'Impero Ottomano, che però nei secoli successivi gradualmente si ritirò di fronte l'espansione dell'Impero Russo, concretizzata dall'insediamento dei cosacchi tra il 1654 e il 1783.
La Meozia fu quindi divisa nell’ambito dell’Impero Russo: la parte meridionale al Governatorato di Ekaterinoslav e la parte orientale alla Oblast del Don, la cui amministrazione fu affidata a governatori nominati inizialmente da Caterina II, e successivamente da Paolo I. La colonizzazione del territorio fu poi organizzata dal Principe Giorgio Potemkin: ai cosacchi si aggiunsero numerosi contadini russi e ucraini, ma anche greci del Mar Nero, bulgari (soprattutto intorno a Mariupol), tedeschi ed ebrei provenienti dalla Polonia e dalla Germania (che formarono i cosiddetti shtetl, colonie agricole descritte nel famoso musical Il violinista sul tetto).
La Meozia fu devastata per 28 anni dalla prima guerra mondiale, dalla guerra civile russa, dalla collettivizzazione, dal genocidio dell'Holodomor, dalla seconda guerra mondiale, dall'Olocausto e dalle deportazioni: la sua popolazione diminuì e nel 1948 alcuni gruppi erano quasi scomparsi (ebrei, tedeschi, greci e rom).  Dopo il 1945 la crescita demografica riprese (peraltro superiore a quella del resto dell'URSS), inoltre la regione accolse molti immigrati da tutte le regioni dell'Unione delle Repubbliche Socialiste Sovietiche, in connessione con lo sviluppo delle industrie del Donbass, un bacino carbonifero la cui denominazione (sovietica) sostituiva quella, considerata troppo erudita, di Meozia o Meotide.
Nel 2014 la regione fu di nuovo teatro di disordini nel momento in cui parte degli oblast di Doneck e Luhansk a maggioranza russofona si autoproclamarono repubbliche di Doneck e Luhansk. Le due repubbliche furono riconosciute dalla Russia nel 2022, che successivamente intraprese un'invasione dell'Ucraina, che comincio proprio dalla Meozia.